# Arequipa (region)
Arequipa er en region i det sydvestlige Peru. Den grænser til Ica, Ayacucho, Cusco mod nord, Puno mod øst, Moquegua mod syd og Stillehavet mod vest. Hovedbyen hedder også Arequipa, Perus næststørste by.
15°52′S 72°15′V / 15.86°S 72.25°V